# Monreale

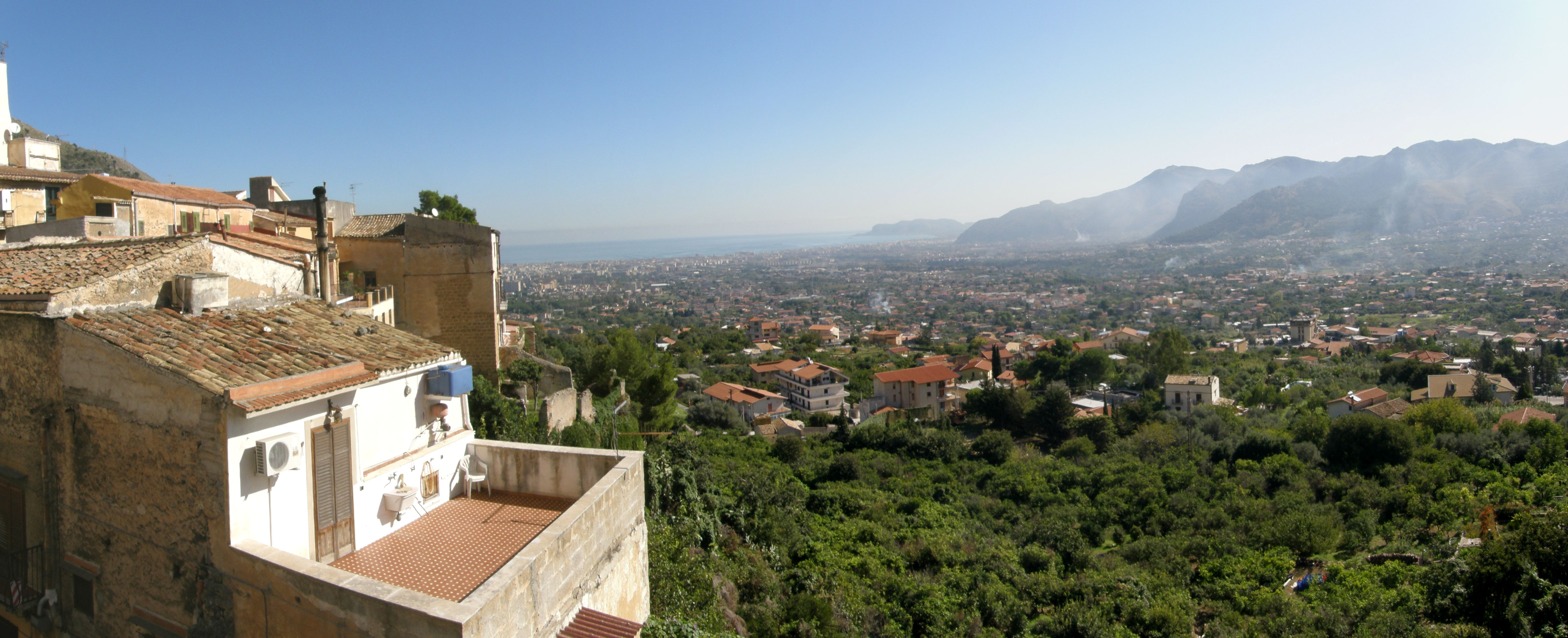
Panorama von Monreale

Monreale ist eine italienische Stadt der Metropolitanstadt Palermo in der Autonomen Region Sizilien mit 38.726 Einwohnern (Stand 31. Dezember 2023).

## Lage und Daten
Monreale liegt 7 km südwestlich von Palermo am Hang des Monte Caputo. Die Einwohner arbeiten hauptsächlich in der Landwirtschaft, im Handel, Handwerk und im Tourismus.
Die Nachbargemeinden sind Alcamo (TP), Altofonte, Bisacquino, Borgetto, Calatafimi Segesta (TP), Camporeale, Carini, Contessa Entellina, Corleone, Giardinello, Gibellina (TP), Godrano, Marineo, Montelepre, Palermo, Partinico, Piana degli Albanesi, Poggioreale (TP), Roccamena, San Cipirello, San Giuseppe Jato, Santa Cristina Gela und Torretta.
Monreale hat ein außergewöhnlich großes Gemeindegebiet, das sich vom Hauptort noch über 30 Kilometer ins Landesinnere zieht. Die von den Gemeinden San Cipirello und San Giuseppe Jato gebildete Fläche ist dabei eine Enklave innerhalb des Gemeindegebietes von Monreale.

## Geschichte
Der sizilianische König Wilhelm II. errichtete nach 1172 Monreale als Sitz eines Klosters und ließ dort einen festungsartigen Gebäudekomplex erbauen, der eine Kathedrale, ein Erzbischöfliches Palais, einen Königspalast und ein Benediktinerkloster umfasste. 1183 konnte er von Papst Lucius III. die Erhebung des Klosters zum Erzbistum Monreale erlangen. Von den Bauten ist heute lediglich der Dom mit dem Kreuzgang erhalten geblieben.
Um diesen Komplex herum entwickelte sich der mittelalterliche Ort.

## Weinbau
Die hier (und in einigen Nachbargemeinden) erzeugten Weiß-, Rosé- und Rotweine besitzen seit dem Jahr 2000 eine „kontrollierte Herkunftsbezeichnung“ (Denominazione di origine controllata – DOC), die zuletzt am 7. März 2014 aktualisiert wurde.
Es werden Verschnittweine (weiße, roséfarbene und rote Cuvées) erzeugt. Außerdem werden fast sortenreine Weine produziert, die mindestens 85 % der auf dem Etikett angegebenen Rebsorte enthalten müssen.

## Bauwerke

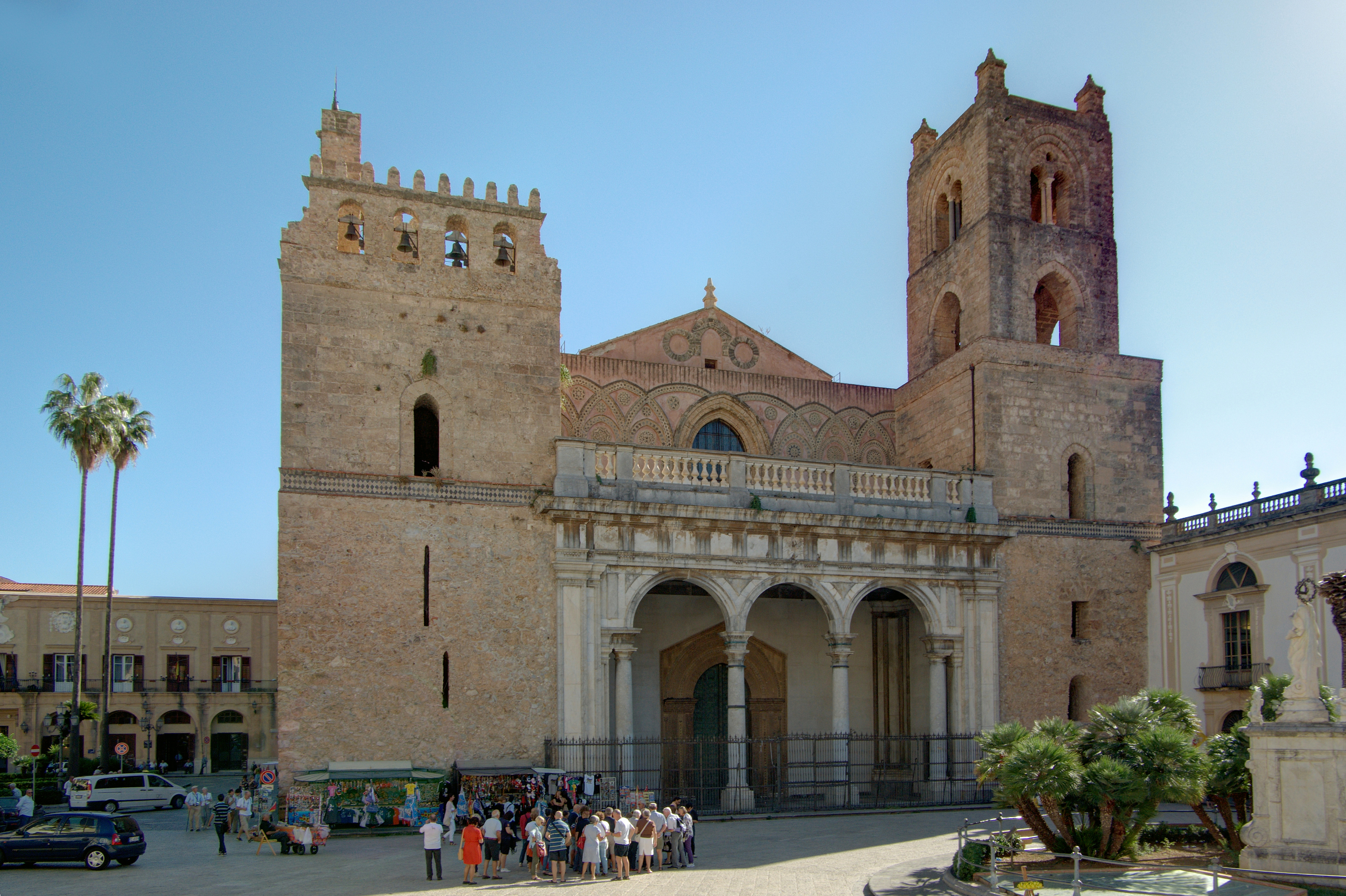
Kathedrale von Monreale

Das berühmteste Bauwerk ist die Kathedrale von Monreale, ein Normannenbau aus dem 12. Jahrhundert. Sie zeigt die Symbiose aus romanischer (Baukörper), arabischer (Blendbögen, Intarsien an den Außenmauern, besonders den Apsiden) und byzantinischer (Goldgrund-Mosaiken an den Innenwänden) Kunst, die zu dieser Zeit in Sizilien verbreitet war.
Mit etwa 6.340 m² Mosaikfläche aus dem 12. Jahrhundert ist sie eine der bekanntesten Kathedralen auf Sizilien. Besonders sehenswert ist auch der romanische Kreuzgang sowie das berühmte Bronzetor von Pisano aus dem Jahr 1186. Jährlich kommen rund eine Million Touristen zur Besichtigung dieses Gebäudes.
Das Rathaus stammt aus dem 18. Jahrhundert und enthält einige wertvolle Gemälde. Auch die Bergkirche wurde im 18. Jahrhundert errichtet. In der Collegiata-Kirche aus dem 17. Jahrhundert sind Gemälde von Marco Benefial zu sehen. Die Collegio-di-Maria-Kirche hat einen achteckigen Grundriss.
Auf dem Monte Caputo liegt das Castellaccio, eine ehemalige Burg der Benediktinermönche von Monreale.
Außerdem gibt es ein Puppentheater und eine historische Altstadt im Ortsteil Carmel.

## Bevölkerungsentwicklung
| Jahr      | 1861   | 1871   | 1881   | 1901   | 1911   | 1921   | 1931   | 1936   | 1951   | 1959   | 1961   | 1971   | 1981   | 1991   | 2001   | 2004   | 2006   | 2010   |
| --------- | ------ | ------ | ------ | ------ | ------ | ------ | ------ | ------ | ------ | ------ | ------ | ------ | ------ | ------ | ------ | ------ | ------ | ------ |
| Einwohner | 13.268 | 13.492 | 16.585 | 19.829 | 16.890 | 20.630 | 18.111 | 19.578 | 22.526 | 23.700 | 23.676 | 23.720 | 23.874 | 26.256 | 23.964 | 28.700 | 35.765 | 38.204 |

## Umgebung

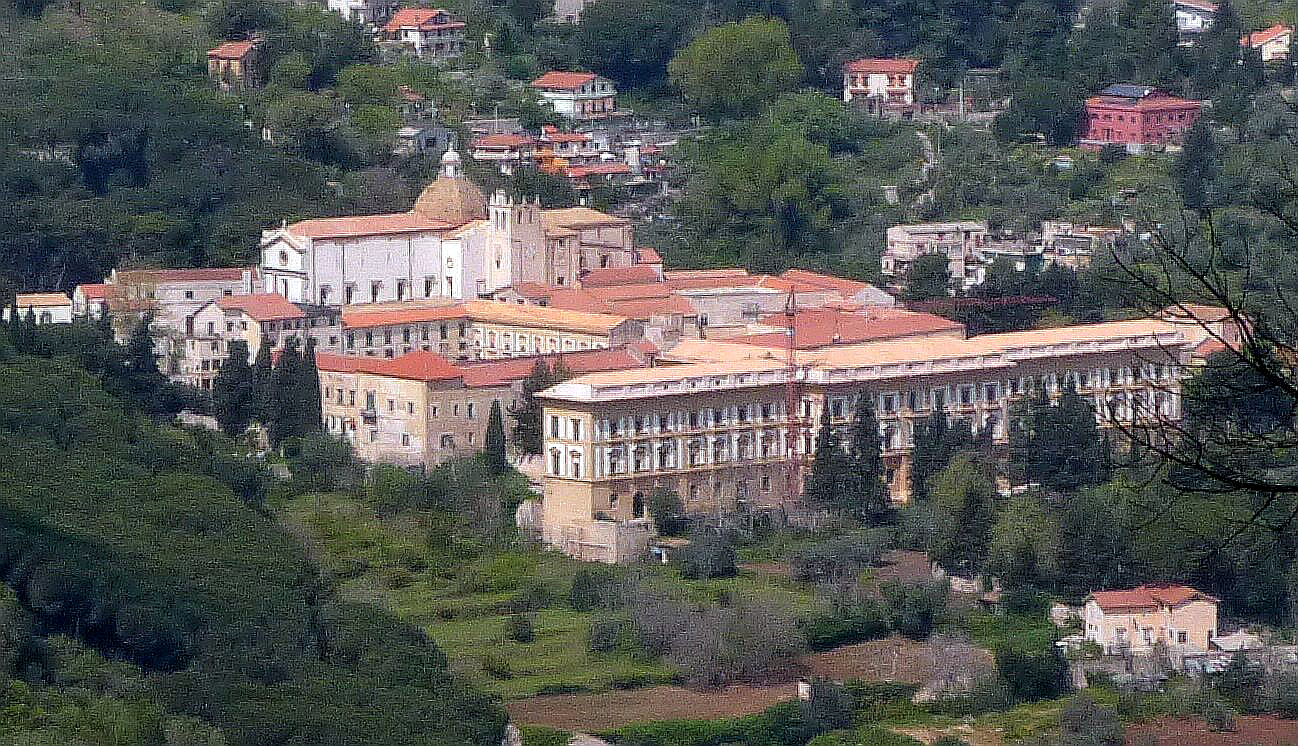
Abbazia Di San Martino Delle Scale

San Martino delle Scale, ein Ferienort, liegt etwa 10 km von Monreale entfernt. Der Name leitet sich von einer Benediktinerabtei dort ab, die von Papst Gregor I. gegründet worden sein soll und zunächst von Nonnen besetzt war. Sie unterstand dem Erzbistum Palermo.

## Veranstaltungen
- Woche der Kirchenmusik im November

## Persönlichkeiten
- Antonio Veneziano (1543–1593), Lyriker
- Pietro Antonio Novelli (1568–1625), Maler und Mosaizist der Spätrenaissance
- Antonino Leto (1844–1913), Maler des Impressionismus
- Guido Messina (1931–2020), Radrennfahrer